# ホテル・カイザーホーフ (ベルリン)
座標: 北緯52度30分41.94秒 東経13度23分07.53秒 / 北緯52.5116500度 東経13.3854250度

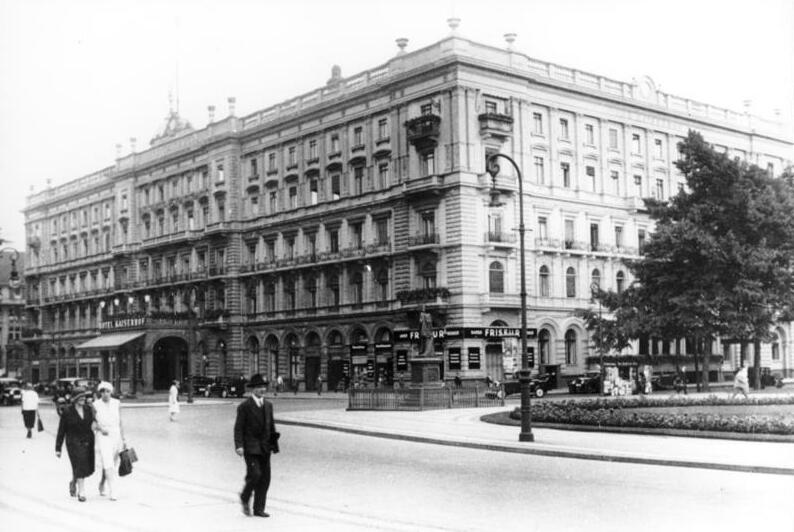
ホテル・カイザーホーフ、1931年

ホテル・カイザーホーフ（ドイツ語: Hotel Kaiserhof）は、かつてドイツ、ベルリンに存在した同地初の高級ホテルである。所在地は首相官邸の向かい、ヴィルヘルム広場3-5番地であった。1875年に開業したが、1943年11月23日のベルリン空襲で破壊された。

## 歴史
ホテル・カイザーホーフは、1872年に設立された Berliner Hotel AG（「ベルリン・ホテル株式会社」）によってベルリン初のグランドホテルとして建設された。同社は後に Berliner Hotelgesellschaft（「ベルリン・ホテル会社」）となっている。建設は1873年から1875年にかけて行われ、ベルリンの建築事務所フォン・デア・フーデ&ヘニッケがこれを請け負った。1875年10月1日に開業したものの僅か数日で大火災に見舞われて建物が損傷したため、1876年に再開業した。開業前にはドイツ皇帝ヴィルヘルム1世と皇子カール・フォン・プロイセンがベルリンで初となる世界的大都市レベルのホテルを視察した。
カイザーホーフの客室は260室で、最新で豪華な設備を誇っていた。ベルリンのホテルとして初めて、各室に浴室、電灯、後には電話さえも備えていたためである。調度品の全ては、ウィーンにあったホテル・ブリタニアとホテル・ドナウのものであった。両ホテルは1873年の万国博覧会の後、倒産していたのである。ホテルには蒸気暖房、空気圧の昇降機、当時としては最新のガスコンロが備えつけられていた。電力はジーメンス&ハルスケ社が1886年にStädtische Electricitäts-Werke（「市立発電所」）のために建設したベルリン第2発電所（Elektrizitätswerk）（マウアー通り 80番地）から供給された。ホテルにはカフェも併設された。ウィーンのカフェ経営者、マティアス・バウアー（Mathias Bauer）による Romanisches Café（「ロマネスク・カフェ」）であり、宿泊客も一般客も利用することができた。この他にもケータリングのサービスも行い、館外に単品、または大規模な会合向けにフルコースも配送していた。
1878年には、カイザーホーフはビスマルクが主導したベルリン会議の舞台となった。1907年にパリ広場にホテル・アドロンが開業すると、カイザーホーフにとっては初の競合となり、「広場で一番のホテル」の座を次第に奪われていった。

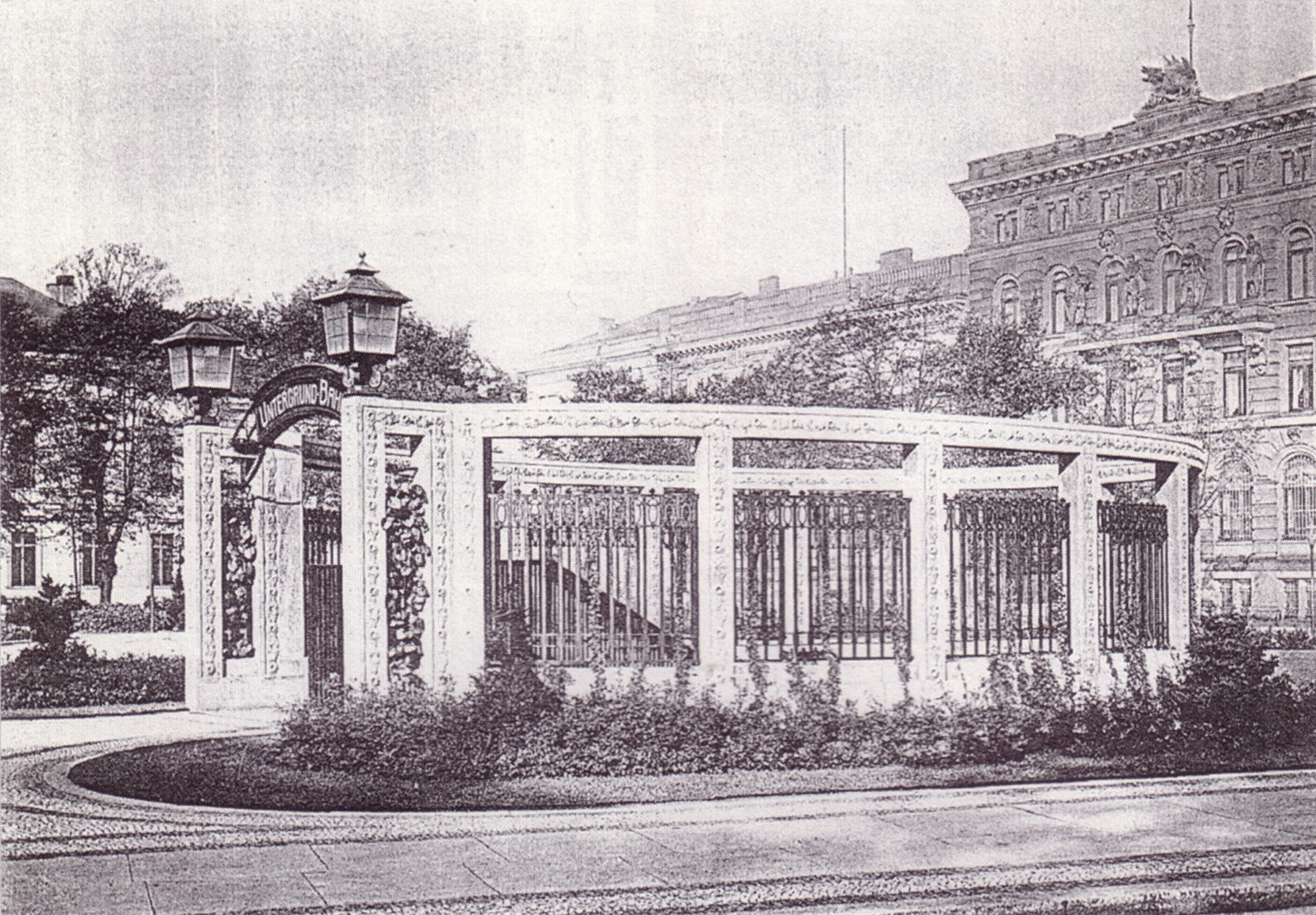
1908年にが「シュピッテルマルクト線」を建設した。 (Station Kaiserhof) の入口はホテル周辺の上品な雰囲気に合わせたものであった。

1908年10月1日にシュピッテルマルクト線（Spittelmarktlinie, 現在のベルリン地下鉄2号線）が開業した。ヴィルヘルム広場の地下に設置された駅は「カイザーホーフ駅」（現在のモーレン通り駅）と命名され、ホテル・カイザーホーフの重要性や知名度を物語っている。
国賓や豪華なレセプションといった栄光の時代は、ヴァイマル共和国初期の経済危機によって瞬く間に過ぎ去っていった。
1924年にアッシンガー AGが、ホテル・バルティック (Hotel Baltic) も経営していたベルリン・ホテル会社の株式の過半数を取得した。しかしカイザーホーフの経営は赤字続きで、コンツェルンは財務面で厳しい状況に置かれた。1926年にはドイツ国への売却をはかったものの失敗した。アッシンガー・コンツェルンは Hotelbetriebs-Aktiengesellschaft（「ホテル運営株式会社」）を手中に収めると、ホテル・ブリストル、ホテル・ベルヴュー、セントラル・ホテルといった高級ホテル分野での地位を確立することとなった。コンツェルン内部で財務面の体制改革が行われると、ホテル運営株式会社はベルリン・ホテル会社を合併した。建物でも上層階の増築が計画され、建築家ハンス・ペルツィヒは詳細な計画を作成した。
ルフトハンザドイツ航空株式会社の創設は、1926年、カイザーホーフにて行われた。同社は Junkers Luftverkehr（「ユンカース航空」）と Aero Lloyd（「アエロ・ロイド」）が合併したものである。
1920年代、経営陣は右派国民主義の潮流に好意を示し、そのためヴァイマル共和政に反対するグループが出入りするようになった。国旗も黒・赤・金ではなく、ドイツ帝国時代の黒・白・赤のものが掲げられた。

当時のドイツ国旗

ドイツ帝国時代の国旗

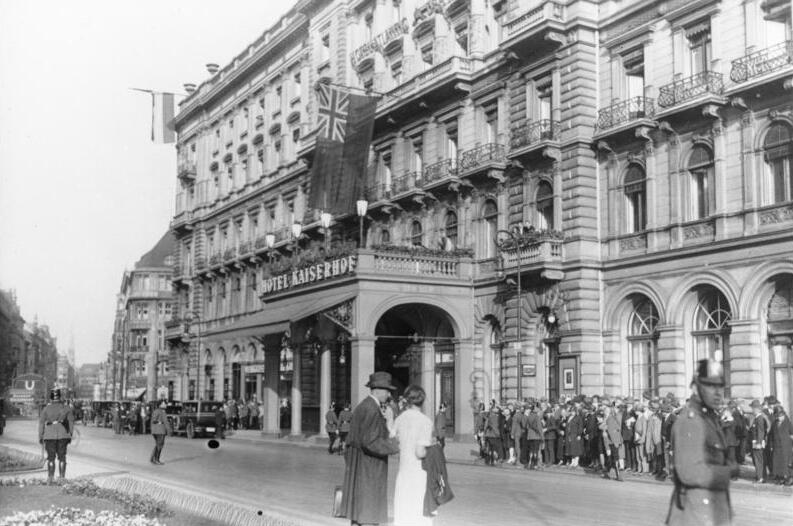
北側の正面入口、1928年

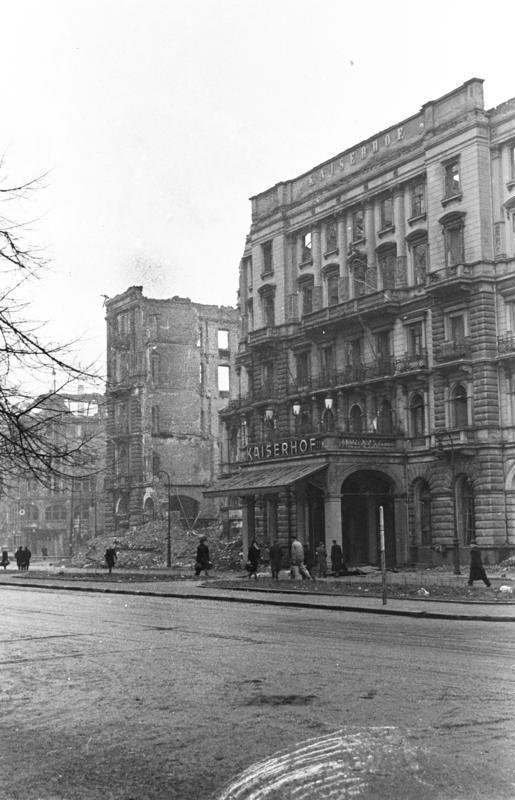
廃墟となったカイザーホーフ、1945年

しかしホテルは同時に自由ブルジョワ的「SeSiSoクラブ」の会合場所としても使用された。このクラブは後のゾルフ・サークルにつながる。外交官ヴィリバルト・フォン・ディルクゼンの後妻、ヴィクトリア・フォン・ディルクゼンはカイザーホーフで「Donnerstagssoireen（木曜日夜会）」を「Nationaler Klub（国民クラブ）」のために催した。同会にはアドルフ・ヒトラーも参加している。1931年にはドイツ大企業家とヒトラーとの会談がカイザーホーフのスイートで行われた。1932年、ヒトラーはカイザーホーフを定宿とし、ここから選挙戦を構想、調整した。最上階はナチ党の仮本部となった。
ヒトラーが1932年の大統領選挙に立候補するにあたって行われたドイツ国籍取得もまたホテル・カイザーホーフでの出来事である。1932年2月25日に祝典が催され、ブラウンシュヴァイク自由邦の参事官（Regierungsrat）に任命された。自己都合で無国籍となっていたヒトラーは、こうしてヴァイマル共和国を構成する一邦の国籍を取得したのである。
この他のナチ党員もカイザーホーフに居を構えていた。ヘルマン・ゲーリングは1935年4月に後妻、エミー・ゾンネマンとの豪奢な結婚式を挙行した。ヨーゼフ・ゲッベルスの「闘争時代」と「権力掌握」についての回想録には『カイザーホーフから首相官邸へ (Vom Kaiserhof zur Reichskanzlei) 』という二重の意味を持つタイトルが付けられた（実際の距離で見ると、ヴィルヘルム広場を挟んだ向かいである）。
1943年11月のイギリス空軍による空襲では、複数の爆弾が命中し、大きな被害を受けた。残骸は後に撤去された。
跡地には1974年に北朝鮮が在東ドイツ大使館を建設した。2001年にドイツ連邦共和国と外交関係を再開して以降、再び在ベルリン北朝鮮大使館となっている。

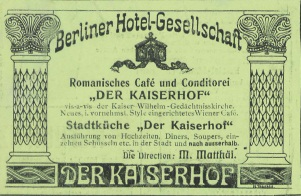
ホテル・カイザーホーフの広告、1903年
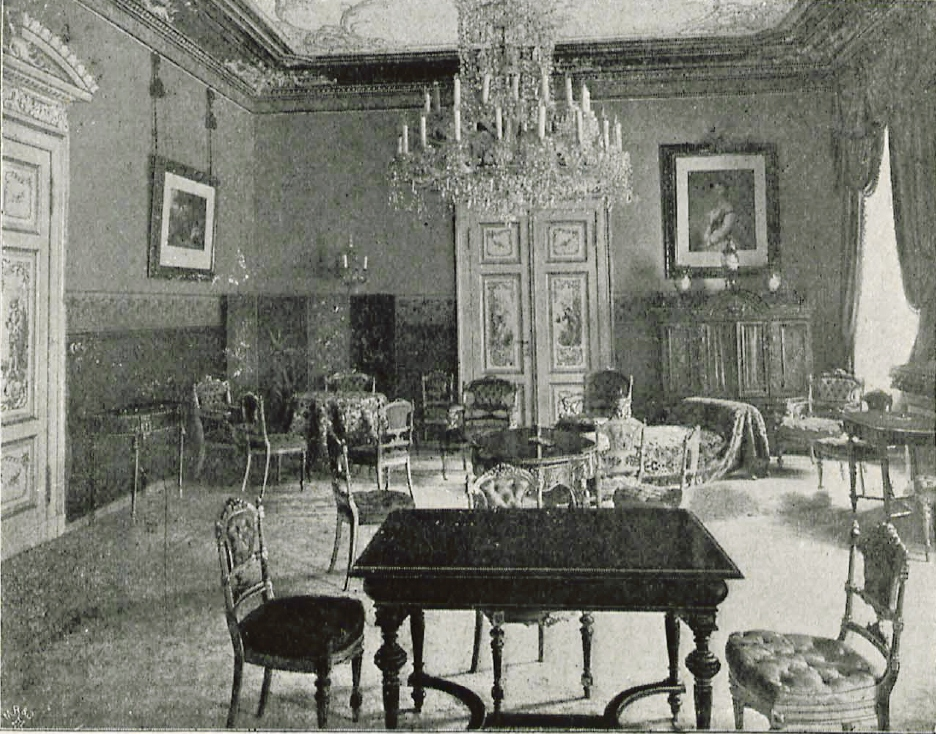
取引先、知人、訪問者との会合に使用されたレセプションルーム
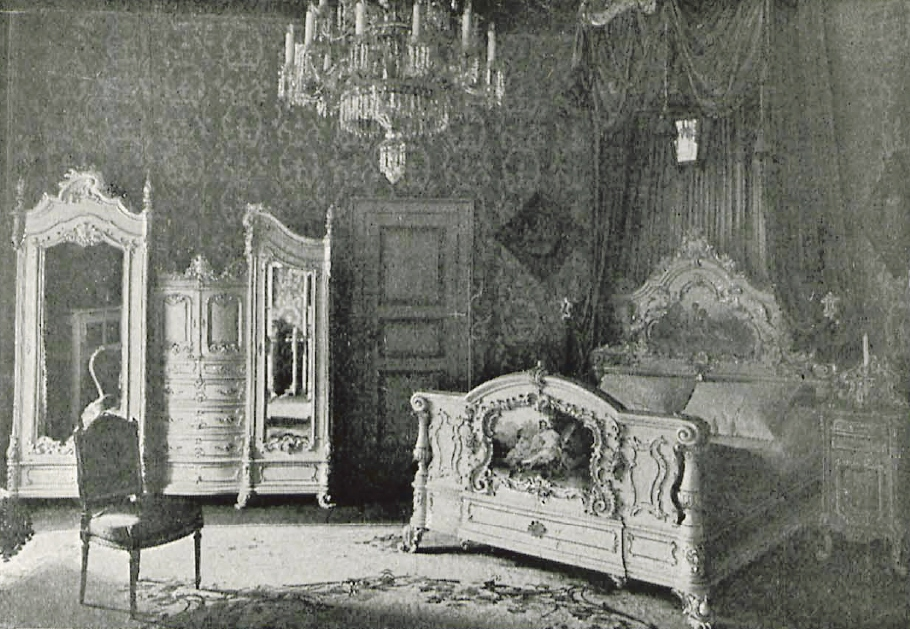
高級クラスの豪華なベッドルーム、1904年
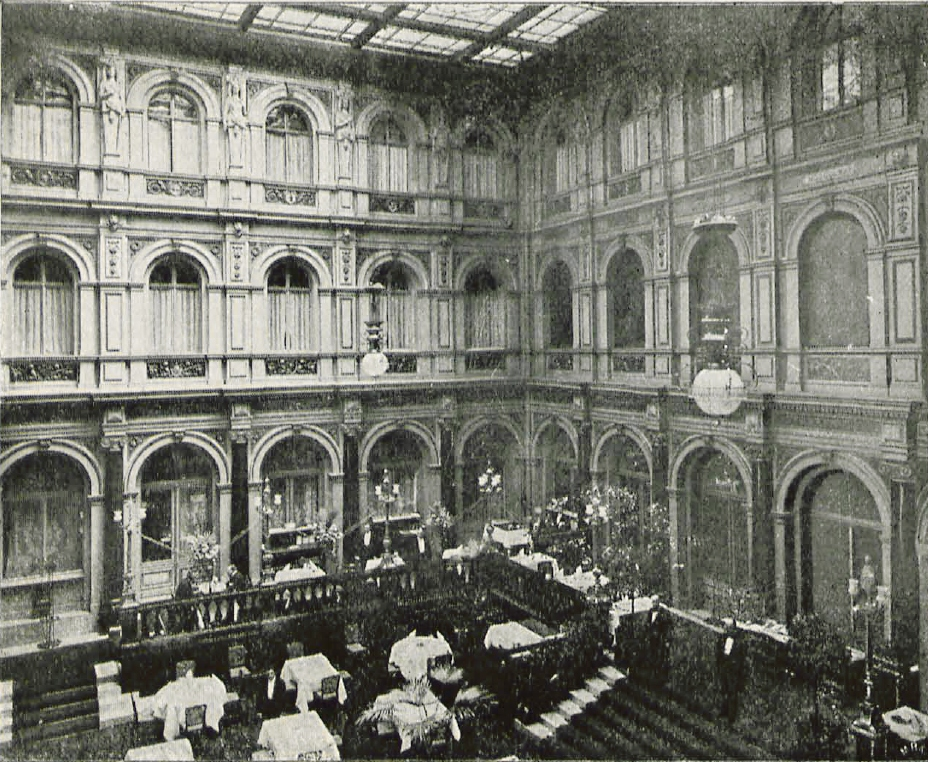
ホテル中庭に屋根を架けたレストラン
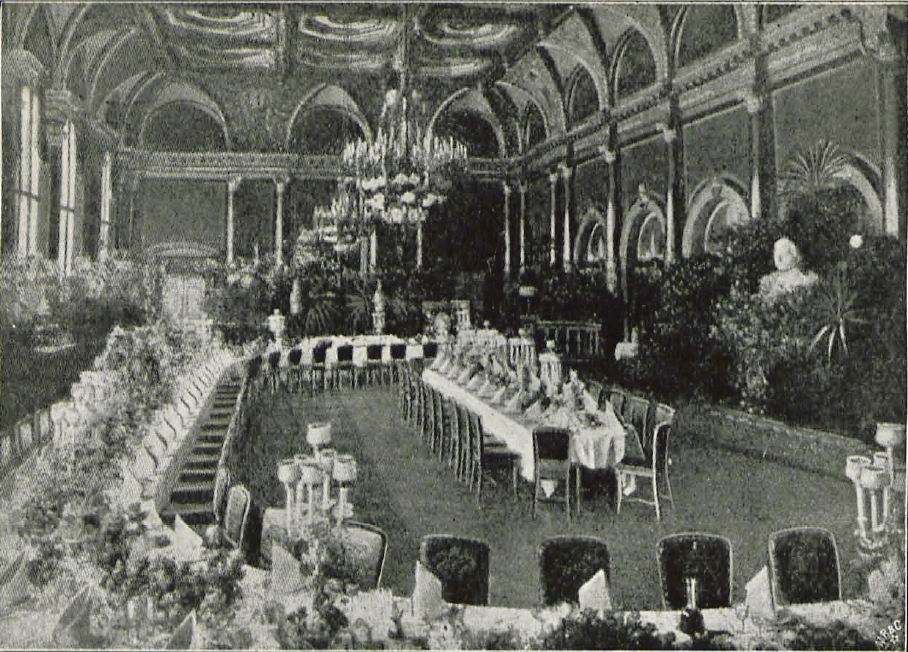
宴会場